# 柯尼希斯萊滕峰

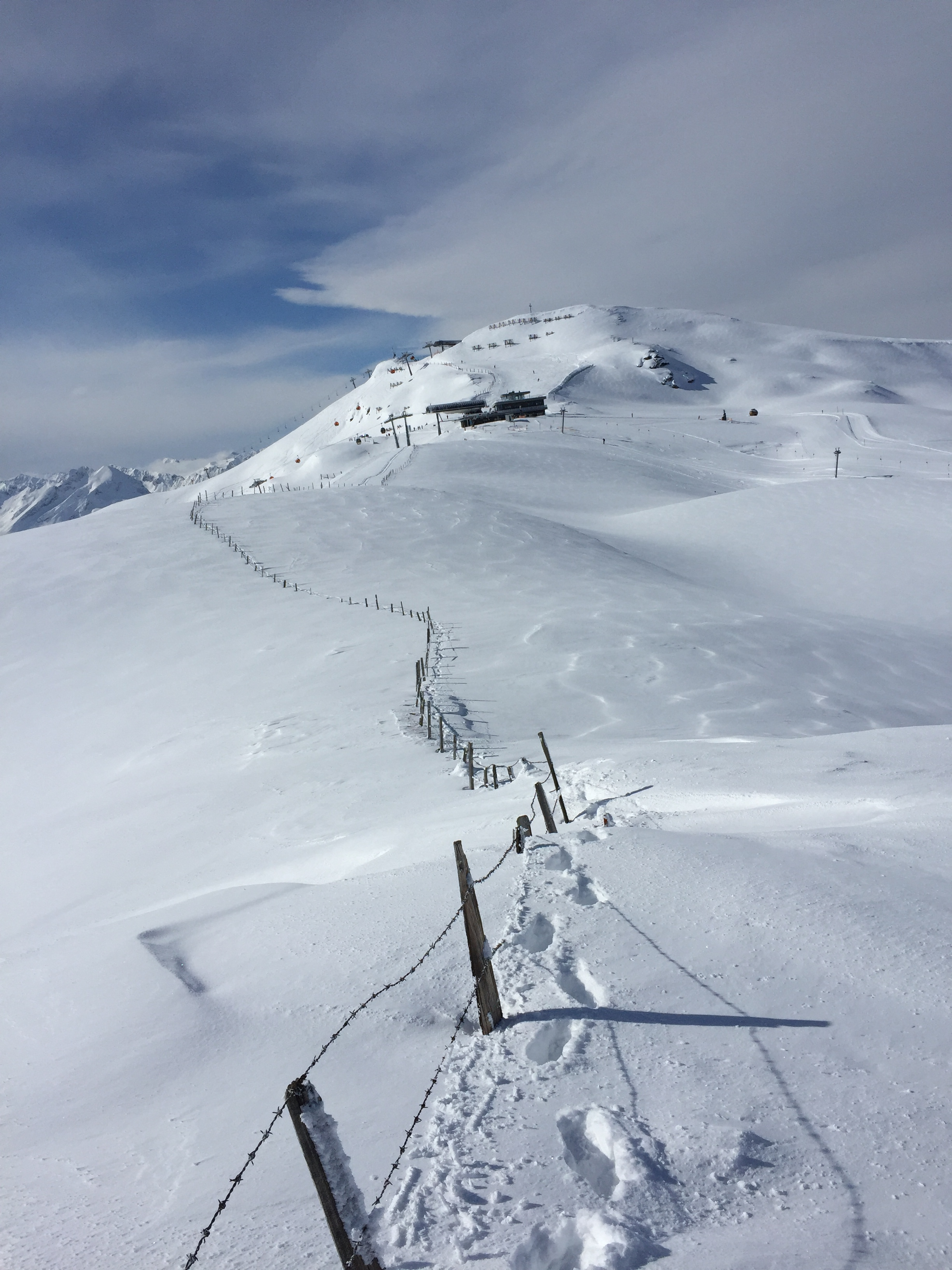

47°15′42″N 12°05′23″E / 47.261552°N 12.089757°E
柯尼希斯萊滕峰（德語：Königsleitenspitze）是奧地利的山峰，位於該國中部，處於薩爾茨堡州和蒂羅爾州接壤的邊界，屬於基茨比爾阿爾卑斯山脈的一部分，海拔高度2,315米。